# هانك كوكران
هانك كوكران (بالإنجليزية: Hank Cochran)‏ (2 أغسطس 1935 – 15 يوليو 2010) هو مغني وكاتب أغاني كانتري أمريكي. اشتهر كوكران كمؤلف أغاني منذ الستينيات، وغنى له نجوم الكانتري مثل باتسي كلاين وراي برايس وإدي أرنولد. أدخل في قاعة مشاهير موسيقى الكانتري في عام 2014.

## السيرة
ولد غارلاند بيري كوكران في إيسولا، ميسيسيبي خلال فترة الكساد الكبير، وأصيب بذات الرئة والسعال الديكي والحصبة والنكاف وهو بعمر الثانية. لم يعتقد الطبيب أنه سينجو. تطلق والداه عندما كان بعمر التاسعة، وانتقل مع والده إلى ممفيس، ولكن بعد ذلك تم وضعه في دار للأيتام. تم إرساله للعيش مع جديه في غرينفيل، ميسيسيبي بعد أن هرب من دار الأيتام مرتين. علّمه عمه أوتيس كوكران العزف على الجيتار عندما ذهب معه إلى نيو مكسيكو للعمل في حقول النفط. عاد لاحقا إلى مسيسيبي، ثم ذهب إلى كاليفورنيا ليعمل في قطف الزيتون. أثناء وجوده هناك، كوّن فريق «الأخوة كوكران»، في ثنائي مع مغني الروك إدي كوكران، ولكن لم تكن هناك علاقة بينهما. 
ذهب كوكران إلى ناشفيل في عام 1960، وتعاون مع هارلان هوارد لتأليف أغنية «آي فول تو بيسز»، والتي حققت نجاحا كبيرا عندما غنتها باتسي كلاين وصلت للمركز الأول على قائمة موسيقى بيلبورد لأغاني الكانتري والمركز 12 على قائمة البوب. سجلت كلاين أيضًا أغنية أخرى لكوكران هي «شيز غوت يو» والتي تصدرت قائمة أغاني الكانتري أيضا عام 1962.
من نجاحاته الأخرى أيضا أغنية «ميك ذا ورلد غو أواي». سجل راي برايس الأغنية في عام 1963، ووصلت للمركز الثاني على قائمة بيلبورد لأغاني الكانتتري. سجل إدي أرنولد الأغنية أيضا في أواخر العام التالي، ووصلت للمركز الأول على قائمة أغاني الكانتري، كما وصلت للمركز السادس على قائمة بيلبورد لأغاني البوب، ليكون أفضل ترتيب له على القائمة في مسيرته التي امتدت ستين عاما، وأصبحت الأغنية من الأغاني المعرفة به. 
اعتاد كوكران أن يغني في الليل في حانة في ناشفيل تدعى توتسي أوركيد لاونج، واكتشف هناك موهبة جديدة وهو النجم ويلي نيلسون، والذي كان يغني هناك. شجع كوكران إدارة شركة بامبر ميوزيك للنشر على التعاقد مع نيلسون، مما منح الأخير بدايته كمؤلف أغاني في ذلك الوقت. 

## حياته الخاصة
تزوج كوكران خمس مرات. وكانت المغنية جيني سيلي زوجته الرابعة، وتزوج زوجته الخامسة سوزي في عام 1982، وبقي معها حتى وفاته. 

## الوفاة
أصيب كوكران بأورام سرطانية في البنكرياس والعقد الليمفاوية وتمت إزالتها جراحيا في مستشفى ناشفيل في يوليو 2008، وتم إزالة تمدد في الوعاء الدموي الأبهري في مستشفى ناشفيل في أبريل 2010. توفي في 15 يوليو 2010 عن عمر 74 عاما.

## التكريمات
في عام 2008، سجلت المغنية ليا آن كريسويل ألبوما كاملا يضم أغاني هانك كوكران. في أكتوبر 2012، أصدر المغني جايمي جونسون ألبوم "Living for a Song"، والذي قدم فيه 16 أغنية كتبها كوكران.
تلقى كوكران عدة جوائز، حيث أدخل قاعة مشاهير كتاب الأغاني في ناشفيل عام 1974، وأدخل قاعة مشاهير الموسيقى في ميسيسيبي عام 2003، وأدخل بعد وفاته في قاعة مشاهير موسيقى الكانتري عام 2014 

## ديسكوغرافيا

### ألبومات
| السنة | الألبوم                            | ألبومات الكانتري (أمريكا) | العلامة  |
| ----- | ---------------------------------- | ------------------------- | -------- |
| 1965  | Hits from the Heart                | —                         | RCA      |
| 1965  | Going on Training                  | —                         | RCA      |
| 1968  | The Heart of Hank                  | 41                        | Monument |
| 1978  | With a Little Help from My Friends | —                         | Capitol  |
| 1980  | Make the World Go Away             | —                         | Elektra  |

### الأغاني
| السنة | الأغنية                                | أفضل موقع               | الألبوم                            |
| السنة | الأغنية                                | أغاني الكانتري (أمريكا) | الألبوم                            |
| ----- | -------------------------------------- | ----------------------- | ---------------------------------- |
| 1962  | "Sally Was a Good Old Girl"            | 20                      | Going on Training                  |
| 1962  | "I'd Fight the World"                  | 23                      | Hits from the Heart                |
| 1963  | "A Good Country Song"                  | 25                      | single only                        |
| 1967  | "All of Me Belongs to You"             | 70                      | The Heart of Hank                  |
| 1978  | "Willie"                               | 91                      | With a Little Help from My Friends |
| 1978  | "Ain't Life Hell" (مع ويلي نيلسون)     | 77                      | With a Little Help from My Friends |
| 1980  | "A Little Bitty Tear" (مع ويلي نيلسون) | 57                      | Make the World Go Away             |